# Ираэта, Эллисон
Эллисон Ираэта (англ. Allison Iraheta, Глендейл, США, 27 апреля 1992) — американская певица, победительница музыкального конкурса «Quinceañera: Mama Quiero Ser Artista» (2007), финалистка American Idol сезона 2009 года. Выпустила в 2009 году свой первый альбом Just Like You. Живёт в Лос-Анджелесе.

## Дискография

### Студийные альбомы
- Just Like You (2009) — 35 позиция Billboard 200

### Синглы
- Friday I'll Be Over U (2009)
- Scars (2010)